# 白腹黑啄木鸟
白腹黑啄木鸟（学名：Dryocopus javensis）为啄木鸟科黑啄木鸟属的鸟类。该物种的模式产地在爪哇。

## 保护
- 中国国家重点保护动物等级：二级

## 亚种
- 白腹黑啄木鸟西南亚种（学名：Dryocopus javensis forresti）。在東亞，分布緬甸北部、中國四川、雲南等地。该物种的模式產地在雲南。[2]